# Chiropraxie in Nederland
De chiropraxie in Nederland omvat de organisatie en ontwikkeling van chiropraxie in Nederland. In Nederland is chiropraxie een niet beschermd vrij beroep, dat valt onder de noemer 'alternatieve of complementaire geneeskunde' en niet officieel door de overheid gereguleerd of erkend wordt.

## Beroepsgroep
In 1965 werd de patiëntenvereniging Pro Chiropractie opgericht. En in 1968 vestigde de eerste chiropractor zich in Nederland.
In 1975 richtten de Nederlandse chiropractors een beroepsorganisatie op, de Nederlandse Chiropractoren Associatie (NCA). Deze vereniging streeft naar kwaliteit en erkenning van de chiropraxie in Nederland en titelbescherming. De NCA is lid van de European Chiropractors' Union (ECU). In 2000 is een tweede beroepsvereniging opgericht, de Dutch Chiropractic Federation (DCF). Deze vereniging behartigt de belangen van de in Nederland werkende leden van de International Chiropractors Association (ICA). De DCF is met de ICA geassocieerd en volgt strikt de regels, inzichten en het beleid van de ICA. Deze chiropractors zijn ingeschreven in het register van de Stichting Nationaal Register van Chiropractoren. De toelatingseis is dat men is afgestudeerd aan een opleiding van de ECCE. Chiropractors die na hun bacheloropleiding hun studie volledig hebben afgerond met een master's degree en daardoor de titel Doctor of Chiropractic hebben verkregen mogen het kwaliteitsmerk en de titel Register Chiropractor voeren. Naast de georganiseerde chiropractors zijn er in Nederland enkele chiropraktikers die niet aan de eisen van de NCA en DCF voldoen. Ze hebben meestal een (aanvullende) cursus bij een Heilpraktiker-opleiding in Duitsland gevolgd.
Sinds 2001 bestaat de Stichting Chiropractie Nederland die probeert de kwaliteit van de chiropractische zorg te bewaken. In Nederland is geen erkende opleiding voor chiropractor.

## Zaak Molina
In 2012 klaagde de Vereniging tegen de Kwakzalverij de chiropractor Servando Molina aan voor het in Nederland voeren van de graad Doctor of Chiropractic die hij behaalde aan het Amerikaanse Parker College of Chiropractic. Ook het Openbaar Ministerie was van mening dat volgens het Wetboek van Strafrecht het diploma geen recht op de doctorstitel geeft in Nederland, aangezien de opleiding door Nederland niet erkend is. Molina, de Stichting het Nationaal Register van Chiropractoren de Dutch Chiropractic Federation en de Christelijke Chiropractoren Associatie vroegen het gerechtshof om tot strafvervolging over te gaan. Volgens hen zou de voering van de titel wel gerechtvaardigd zijn, wijzend naar Wet op het hoger onderwijs en wetenschappelijk onderzoek waarin zou staan dat een doctorstitel die behaald is aan een door Nederland erkende buitenlandse universiteit ook in Nederland gevoerd mag worden. Op 11 april 2014 oordeelde de meervoudige kamer van het Gerechtshof Arnhem-Leeuwarden dat Molina in Nederland gerechtigd is om de titel Doctor te voeren.